# Henryk Gąsior
Henryk Gąsior (ur. 28 marca 1928 w Cząstkowie Starym, zm. 27 czerwca 2017) – polski pedagog, docent doktor nauk pedagogicznych, wieloletni pracownik naukowo-dydaktyczny Uniwersytetu Śląskiego, członek Komitetu Nauk Pedagogicznych Polskiej Akademii Nauk (1975–1981).

## Życiorys
Pochodził z wielodzietnej rodziny chłopsko-robotniczej. Po ukończeniu szkoły podstawowej w 1940 kontynuował naukę na tajnych kompletach. Był członkiem organizacji konspiracyjnej „Świt” powiązanej z Batalionami Chłopskimi. 12 października 1943 został aresztowany przez gestapo, a następnie deportowany do niemieckiego-nazistowskiego obozu koncentracyjnego Groß-Rosen, skąd następnie trafił do Buchenwaldu, gdzie zastało go wyzwolenie. Po powrocie do Polski w 1945, kontynuował naukę w liceum ogólnokształcącym, a następnie liceum pedagogicznym. Pracował między innymi jako nauczyciel w Pokrzywiance, wychowawca w świetlicy dziecięcej przy Zakładach Azotowych w Chorzowie oraz nauczyciel w szkole podstawowej w Chorzowie. W kolejnych latach natomiast pracował w Kuratorium Okręgu Szkolnego w Katowicach. W latach 1954–1962 piastował funkcję zastępcy dyrektora do spraw pedagogicznych w Pałacu Młodzieży w Katowicach. Jednocześnie w latach 1955–1961 studiował na Wydziale Psychologii i Pedagogiki Uniwersytetu Warszawskiego. W latach 1962–1970 był zastępcą dyrektora do spraw pedagogicznych w Studium Nauczycielskim w Katowicach. Stopień doktora nauk pedagogicznych uzyskał w 1970 na Wydziale Pedagogiki i Psychologii UW.
Od września 1970 był kierownikiem Zakładu Pedagogiki i Psychologii, a następnie po powstaniu Wyższej Szkoły Wychowania Fizycznego w Katowicach został jej dziekanem. Od 1973 był dyrektorem nowo utworzonego Instytutu Kształcenia Nauczycieli i Badań Oświatowych w Katowicach, zaś od listopada 1975 był dyrektorem Instytutu Pedagogiki na Wydziale Nauk Społecznych Uniwersytetu Śląskiego. W 1976 został powołany na dziekana nowo utworzonego Wydziału Pedagogiki i Psychologii Uniwersytetu Śląskiego, sprawując tę funkcję do 1981. Na tymże Wydziale, dr Henryk Gąsior powołał Zakład Pedagogiki Społecznej. W latach 1979–1990 był także redaktorem „Chowanny”.